# Estorninho-micronésio
Estorninho-micronésio (Aplonis opaca) é uma espécie de ave da família Sturnidae. Pode ser encontrada nos seguintes países: Micronésia, Marianas Setentrionais e Palau. Os seus habitats naturais são: florestas secas tropicais ou subtropicais e florestas subtropicais ou tropicais húmidas de baixa altitude.